# Plectrocnemia geniculata
Plectrocnemia geniculata là một loài Trichoptera trong họ Polycentropodidae. Chúng phân bố ở miền Cổ bắc.